# Championnat de Slovénie masculin de volley-ball
Le Championnat de Slovénie masculin de volley-ball a été créé en 1991 à l'indépendance du pays à la suite de l'éclatement de la Yougoslavie.

## Palmarès
- 1992 : Maribor
- 1993 : Maribor
- 1994 : Salonit Anhovo
- 1995 : Salonit Anhovo
- 1996 : Salonit Anhovo
- 1997 : Salonit Anhovo
- 1998 : Fužinar Metal Ravne
- 1999 : Salonit Anhovo
- 2000 : Autocommerce Bled
- 2001 : Calcit Kamnik
- 2002 : Calcit Kamnik
- 2003 : Calcit Kamnik
- 2004 : Šoštanj Topolšica
- 2005 : Autocommerce Bled
- 2006 : Autocommerce Bled
- 2007 : Autocommerce Bled
- 2008 : ACH Bled
- 2009 : ACH Bled
- 2010 : ACH Bled
- 2011 : ACH Bled
- 2012 : ACH Volley Ljubljana
- 2013 : ACH Volley Ljubljana
- 2014 : ACH Volley Ljubljana
- 2015 : ACH Volley Ljubljana
- 2016 : ACH Volley Ljubljana
- 2017 : ACH Volley Ljubljana
- 2018 : ACH Volley Ljubljana